# Jo competeixo
Jo competeixo (en español «Yo compito») es el cuarto disco de estudio de la banda catalana Manel, fue lanzado al mercado el día 8 de abril de 2016 en formatos de CD, vinilo y digital. El trabajo musical combina los ritmos habituales de folk pop que caracterizan a la agrupación, junto con algunos guiños a formatos como la música electrónica o los ritmos latinos. Se trata además del primer álbum del grupo que fue grabado con la ayuda de un productor extranjero, el estadounidense Jake Aron, motivo por el cual la grabación se realizó en la ciudad de Nueva York durante los meses de noviembre y diciembre de 2015. La canción Sabotatge fue la elegida como el primer sencillo del nuevo trabajo, siendo presentado al público el 17 de marzo.
En sus primeras dos semanas de vida, el disco alcanzó el primer lugar en ventas a nivel nacional en España según la lista de ventas Promusicae, convirtiéndose así en "la primera (banda catalana) que consigue tres número 1 consecutivos con álbumes cantados en catalán, tras haberlo logrado también con 10 milles per veure una bona armadura y Atletes, baixin de l'escenari". La presentación del álbum se realizó el 4 de junio en el Primavera Sound de Barcelona para posteriormente realizar una gira en distintos escenarios catalanes, españoles y europeos. El álbum terminó en la posición 35 de los trabajos musicales más vendidos durante 2016.

## Lista de canciones
| N.º | Título                            | Duración |  |
| 1.  | «Les cosines»                     | 4:18     |  |
| 2.  | «Cançó del dubte»                 | 3:42     |  |
| 3.  | «Arriba l'alba a Sant Petersburg» | 6:17     |  |
| 4.  | «La serotonina»                   | 4:13     |  |
| 5.  | «Temptacions de Collserola»       | 5:39     |  |
| 6.  | «M'hi vaig llançar»               | 3:40     |  |
| 7.  | «L'espectre de María Antonieta»   | 3:11     |  |
| 8.  | «BBVA»                            | 5:45     |  |
| 9.  | «Sabotatge»                       | 4:18     |  |
| 10. | «Avança, vianant»                 | 5:38     |  |
| 11. | «Jo, competeixo»                  | 8:34     |  |